# Шивлинг
Шивлинг (хинди शिवलिंग, IAST: Śivaliṅga) — гора в западных Гималаях, возле языка ледника Ганготри. Расположена в северном индийском штате Уттаракханд, в 6 км (4 милях) к югу от индуистской святыни Гаумукх (исток реки Бхагиратхи). Её название связано со священным символом Бога Шивы — шивалингамом. Европейцы сначала называли гору Маттерхорн из-за её сходства с этой альпийской вершиной. Не отличаясь особой высотой среди других гималайских вершин, эта скалистая гора представляет собой труднопреодолимую цель для альпинистов.

## Описание и расположение
Гора Шивлинг находится на запад от ледника Ганготри, напротив трёхглавого горного массива Бхагиратхи. Она расположена в боковом ответвлении хребта, образующего юго-западную сторону ложа ледника Ганготри. В этом же хребте находятся такие вершины как Бхригупантх (Bhrigupanth), Тхалай Сагар (Thalay Sagar) и Меру (Meru).
Иногда, Шивлинг называют Mahadeo Ka Linga или Махадев ка линга (Mahadev Ka Linga). Кажущаяся одновершинной, гора имеет две вершины — северо-восточную и юго-западную. Юго-западная вершина немного ниже и имеет высоту 6501 метр. Между нижним концом ледника Ганготри и горой Шивалинг находится местность Тапован, являющая местом паломничества индуистов.
Со всех сторон Шивлинг представляет собой труднодоступную вершину, окружённую отвесными скальными стенами. Лишь на западном склоне есть небольшой уклон, на котором скапливается снег.

## История восхождений
Впервые верховья ледника Ганготри были исследованы в 1933 году британской экспедицией. В 1938 году немецкая экспедиция под руководством Р. Шварценгрубера (R. Schwarzengruber) совершила ряд восхождений на вершины неподалеку от Шивлинга и провела рекогносцировку самой горы. В отчёте экспедиции значилось, что доступные маршруты восхождения на гору отсутствуют из-за большой крутизны склонов и возможных ледовых обвалов.
Первое восхождение на вершину состоялось 3 июня 1974 года по западному склону. Восхождение было совершено командой индийско-тибетской пограничной службы под руководством Хукама Сингха (Hukam Singh).
Со времени первого восхождения на Шивлинг было совершено около 10 восхождений. Были пройдены все гребни горы и большинство склонов. Однако восхождение на Шивлинг и по сей день остается сложной задачей.
Первыми из Россиян, покоривших вершину Шивлинга стали Валерий Розов, Александр Ручкин и Виктор Володин. В 2012 году тройка совершила восхождение по западному гребню горы, после чего Розов совершил прыжок в костюме типа «крыло» с площадки, которая располагалась ниже вершины на несколько десятков метров.